# Instantanés
Albums de Paul Personne
Rêve sidéral d'un naïf idéal
(1994) Route 97
(1997)
Instantanés est un album de Paul Personne, sorti en 1996.

## Liste des titres
| No  | Titre                           | Durée |
| --- | ------------------------------- | ----- |
| 1.  | Encore à l'essai                | 04:26 |
| 2.  | Ça m'va                         | 01:44 |
| 3.  | Miss Terre                      | 04:24 |
| 4.  | Funambule déprim'               | 02:55 |
| 5.  | Horizon (instrumental)          | 02:28 |
| 6.  | Plus loin d'ici                 | 03:37 |
| 7.  | Que l'rock ait ton âme          | 02:30 |
| 8.  | Sortie d'secours (instrumental) | 01:53 |
| 9.  | Où est l'paradis                | 05:58 |
| 10. | Lucy                            | 03:37 |
| 11. | En route (instrumental)         | 02:27 |
| 12. | L'Hirondelle                    | 02:07 |
| 13. | Attaqu'                         | 03:41 |
| 14. | Doute chronique                 | 04:58 |
| 15. | Clin d'œil (instrumental)       | 03:24 |

## Musiciens
- Paul Personne : voix, guitares
- Philippe Floris : batterie, percussions
- Christophe Garreau : basse
- Olivier Lanneluc : piano, orgue hammond, synthés
- Michel Billes : saxophones
- Vincent Bucher : harmonica
- Gloria H. Gravalos : chœurs
- Dialogues sur Attaqu : Paul Personne et Boris Bergman
- Chœurs sur Que l'rock ait ton âme : les musiciens